# Michel Lafis
Michel Lafis (Järfälla, Comtat d'Estocolm, 19 de setembre de 1967) és un ciclista suec, ja retirat, que fou professional entre 1993 i el 2000.
Durant la seva carrera esportiva va prendre part en quatre edicions dels Jocs Olímpics d'Estiu, el 1988, 1992, 1996 i 2000. El 1988 va guanyar la medalla de bronze en la prova de contrarellotge per equips. En el seu palmarès també destaca el Campionat de Suècia en ruta.
Una vegada retirat va exercir de director esportiu.

## Palmarès
- 1988
  -  Medalla de plata als Jocs Olímpics de Seül a la prova de Contrarellotge per equips, amb Anders Jarl, Björn Johansson i Jan Karlsson
- 1992
  - 1r a la Volta a la Baixa Àustria i vencedor d'una etapa
  - Vencedor d'una etapa a la Volta a Suècia
- 1994
  - Vencedor d'una etapa a la Volta a Suècia
- 1995
  - Vencedor d'una etapa al Gran Premi Guillem Tell
  - Vencedor d'una etapa a la Volta a Suècia
- 1997
  -  Campió de Suècia en ruta

### Resultats al Tour de França
- 2000. 78è de la Classificació general

### Resultats a la Volta a Espanya
- 1994. 93è de la Classificació general
- 1996. Abandona (10a etapa)
- 1998. 91è de la Classificació general
- 1999. 70è de la Classificació general

### Resultats al Giro d'Itàlia
- 1995. 23è de la Classificació general
- 1998. Fora de control (9a etapa)
- 1999. 91è de la Classificació general
- 2000. 70è de la Classificació general